# Nukuleka
Nukuleka  es una localidad del distrito de Lapaha, en Tonga. Tiene una población de 333 habitantes en 2021.

## Historia
En 2007, el arqueólogo canadiense David Burley dirigió un equipo arqueológico que realizó excavaciones en Nukuleka y descubrió piezas de cerámica lapita que estimaron que tenían unos 2.900 años. Burley declaró que fue Tonga el primer grupo de islas de la Polinesia colonizado por el pueblo lapita y Nukuleka fue su primer asentamiento en el archipiélago. Este hallazgo cuestionó las afirmaciones hechas en favor de Samoa que, en palabras de un periodista de Nueva Zelanda, se ha promocionado durante décadas como la "Cuna de la Polinesia".
Según Burley, fue en Nukuleka donde los colonos melanesios desarrollaron una nueva cultura y estructuras sociales, convirtiéndose así en un pueblo distinto, los polinesios, antes de partir a colonizar las islas deshabitadas de la Polinesia. En 2012, Burley y su equipo informaron la datación mediante la técnica del uranio-torio de una caliza de coral (abrasión) encontrada en Nukuleka del 888 a. C. (2838 a. p.), proporcionando así una fecha precisa para el asentamiento más antiguo de Nukuleka.
Sin embargo, las conclusiones de Burley han sido cuestionadas por Okusitino Māhina, profesor de Economía Política del Pacífico y Antropología de las Artes del Pacífico en la Universidad de Auckland.